# Marco Tilio
Marco Tilio (Sídney, 23 de agosto de 2001) es un futbolista australiano que juega en la demarcación de delantero para el Celtic F. C. de la Scottish Premiership.

## Selección nacional
Tras jugar con la selección de fútbol sub-20 de Australia y la sub-23, finalmente debutó con la selección absoluta el 27 de enero de 2022 contra Vietnam en un encuentro de clasificación para la Copa Mundial de Fútbol de 2022 que finalizó con un resultado de 4-0 a favor del combinado australiano tras los goles de Jamie Maclaren, Tom Rogić, Craig Goodwin y Riley McGree. Además disputó los Juegos Olímpicos de Tokio 2020. En 2022 fue convocado por el seleccionador Graham Arnold para disputar la Copa Mundial de Fútbol de 2022 con la selección de fútbol de Australia.

## Clubes
| Club                          | País      | Año       | Partidos | Goles |
| ----------------------------- | --------- | --------- | -------- | ----- |
| Sydney FC Youth               | Australia | 2018-2019 | 16       | 5     |
| Sydney F. C.                  | Australia | 2019-2020 | 6        | 1     |
| Melbourne City FC Youth       | Australia | 2021-2022 | 2        | 1     |
| Melbourne City F. C.          | Australia | 2020-2023 | 86       | 20    |
| Celtic F. C.                  | Escocia   | 2023-2024 | 2        | 0     |
| Melbourne City F. C. (cedido) | Australia | 2024-2025 | 24       | 6     |
| Celtic F. C.                  | Escocia   | 2025-     |          |       |

## Palmarés

### Títulos nacionales
| Título   | Club                 | País      | Año  |
| -------- | -------------------- | --------- | ---- |
| A-League | Sydney F. C.         | Australia | 2020 |
| A-League | Melbourne City F. C. | Australia | 2021 |
| A-League | Melbourne City F. C. | Australia | 2025 |